# Henrik, Prinț Consort al Danemarcei
Henrik, Prinț Consort al Danemarcei (Henri Marie Jean André de Laborde de Monpezat; n. 11 iunie 1934 - d. 13 februarie 2018) a fost soțul reginei Margareta a II-a a Danemarcei.
În noaptea de 13 spre 14 februarie 2018, Principele Consort Henrik al Danemarcei, soțul  Majestății Sale Regina Margareta a II-a a Danemarcei, a trecut la cele veșnice. Născut la 11 iunie 1934, Principele Consort avea 83 de ani.
Iată mesajul monarhiștilor români:
„Alianța Națională pentru Restaurarea Monarhiei a aflat cu profundă tristețe despre dispariția Alteței Sale Principele Consort Henrik al Danemarcei, conte de Monpezat, soțul Majestății Sale Regina Margareta a II-a a Danemarcei, în noaptea de 13 spre 14 februarie 2018. Anunțul a fost făcut de Casa Regală Daneză.
După o lungă suferință, Principele Henrik fusese externat pentru a-și trăi ultimele zile acasă.
Figură a Regalității daneze extrem de iubită și apreciată, Principele Henrik, născut în Franța, era diplomat de carieră. S-a căsătorit cu Regina Margareta a II-a în 1967, având împreună doi copii, Principele-Moștenitor al Tronului danez, Frederik (n. 1968), și Principele Joachim (n. 1969).
Familia Regală a României se înrudește cu Familia Regală Daneză prin Regina Ana (nepoata Regelui Christian al IX-lea al Danemarcei) și prin Regina-Mamă Elena, Principesă a Greciei și Danemarcei (strănepoată a Regelui Christian al IX-lea al Danemarcei). De asemenea, Regele Constantin al II-lea al Greciei, verișor de gradul I al Regelui Mihai, este căsătorit cu sora Reginei Margareta II a Danemarcei, Regina Anne-Marie, care a fost prezentă la Funeraliile Regale din decembrie 2017.”
Anunțul Casei Regale Daneze:
„Alteța Sa Regală Principele Henrik s-a stins din viață marți, 13 februarie, la ora 23:18, liniștit în somn, la Palatul Fredensborg.
Principele a fost înconjurat de Majestatea Sa Regina și cei doi copii ai lor”.